# جاز لاتین
جاز لاتین جزی است که ریتم‌های آمریکای لاتین را داشته باشد. گرچه موسیقی‌دان‌ها به‌طور مستمر پارامترهای آن را گسترش داده‌اند، اما به‌طور عمومی از واژهٔ جز لاتین این‌طور برداشت می‌شود که معنای خاص‌تری از صرفاً یک جز برگرفته شده از آمریکای لاتین داشته باشد. برخی از جزهای لاتین به‌طور معمول از ریتم‌هایی استفاده می‌کنند که این ریتم‌ها یا ریشه‌هایی در ریتم‌های آفریقایی دارد یا تأثیری آفریقایی را نشان می‌دهد. دو رده اصلی جاز لاتین عبارت است از:
1. جز آفرو-کوبایی: جازی که ریتم‌های کلاوی دارد و اغلب از بخش‌های ریتمیکی که الگوهای اوستیناتوی موسیقی مشهور رقص‌های کوبایی دارند، بهره می‌گیرد.
2. جز آفرو-برزیلیایی: جازی که شامل بوسا نوا و سامبا است.

## مقایسه جاز لاتین و جاز مستقیم به جلو
در مقایسه با جز مستقیم به جلو، جز لاتین از ریتم‌های نوسانی (اسووینگ) بیشتری نسبت به ریتم‌های چرخشی (اسوانگ) برخوردارند. جاز لاتین اولیه به ندرت از بیت(موزیک) استفاده می‌کرده است، اما شکل‌های امروزی آن کلاو را با بیت(موزیک) ترکیب کرده است. سازهای کونگا، تیمبالز، گوایرو، بونجو درام و کلاو سازهای کوبه‌ای هستند که اغلب به جای درام به کار می‌روند.

## اشکال
موسیقی جاز لاتین، مانند بسیاری از انواع جاز، می‌تواند توسط گروه‌های بزرگ یا کوچک موسیقی نواخته شود. گروه‌های کوچک یا کومبو، اغلب از شکل بیپاپ ی که در دهه ۱۹۵۰ در آمریکا مشهور شد، استفاده می‌کنند، جایی که موسیقی‌دانان یک ملودی استاندارد می‌نوازند، بسیاری از آن‌ها یک سولوی بداهه می‌نوازند، و سپس همه ملودی را دوباره می‌نوازند. در گروه‌های جز لاتین سازهای کوبه‌ای اغلب در سولو بارز هستند.

## نقل قول
می‌دونید، ما جاز رو با اثر لاتین می‌نوازیم، همینه. تیتو پوئنته